# Vozovna v Krnovské ulici
Vozovna v Krnovské ulici byla původně tramvajová a později trolejbusová vozovna v Opavě.

## Historie
Vozovna původně sloužila opavským tramvajím, jejichž provoz byl zahájen na konci roku 1905. Jelikož se místní tramvajová síť řadila k těm menším, vozovna nebyla během jejich provozu nijak výrazněji přestavována (pouze v roce 1912 byla přistavěna další loď). Na přelomu 40. a 50. let ale bylo rozhodnuto tramvaje zlikvidovat a nahradit je tehdy moderními trolejbusy, které zahájily provoz v roce 1952. Pro jejich deponování byla vyčleněna část tramvajové vozovny. Tramvajová doprava byla v Opavě zrušena roku 1956 a trolejbusy tak zabraly celou vozovnu, která byla zároveň upravena pro jejich provoz.
Protože se ale jednalo o velmi malý objekt bez možnosti rozšíření, první úvahy o stavbě nové vozovny se objevily již v 60. letech, kdy vozový park čítal 19 trolejbusů. Stavba vozovny Kylešovice začala až ve druhé polovině 80. let, v první polovině 90. let ale byla kvůli nedostatku financí zastavena a zakonzervována. O její dostavbě bylo rozhodnuto v roce 2001, kdy malá vozovna v Krnovské ulici již dávno kapacitně (34 deponovaných trolejbusů + další služební vozy) ani technicky nestačila (neexistence myčky vozidel).
Ukončení provozu ve vozovně v Krnovské ulici se uskutečnilo na podzim roku 2002, kdy byly všechny trolejbusy přestěhovány do nově otevřené vozovny v Kylešovicích. Objekt v Krnovské ulici byl později prodán soukromé firmě.

## Zajímavosti
- Opavskou raritou bylo zajíždění trolejbusů do garáží tzv. „proti srsti“. Řidič musel sejmout sběrače, otočit je a dát je dopředu tak, že smykadlová botka byla nad kabinou řidiče.
- Zajímavostí bylo, že vozovna neměla žádná trolejová křížení ani výhybky; při zajíždění do hal se tak musely překládat sběrače.
- Do vozovny se najíždělo ze směru od centra nebo z Jaktaře, později zůstalo zajíždění jen ze středu města. Řidič při zajíždění do vozovny musel původně přendávat sběrače ručně – nebyla zde výhybka, ta byla instalována až v 90. letech.